# Maritza Martén
Maritza Martén, née le 17 août 1963 à La Havane, est une ancienne athlète cubaine qui pratiquait le lancer du disque. Elle a remporté l'or dans cette discipline aux Jeux olympiques d'été de 1992 de Barcelone.
Maritza Martén remporta son premier titre en 1982, aux jeux panaméricains pour les juniors. Un an plus tard avec les seniors, elle remporta l'argent puis le titre quatre ans plus tard. Son plus grand succès est sa victoire olympique de 1992. Ce fut son unique participation aux jeux car Cuba avait boycotté les éditions de Los Angeles et Séoul. En 1995, elle remporta un dernier titre aux jeux panaméricains.

## Palmarès

### Jeux olympiques d'été
- Jeux olympiques d'été de 1992 à Barcelone ( Espagne)
  -  Médaille d'or au lancer du disque

### Jeux panaméricains
- Jeux Panaméricains de 1983 à Caracas ( Venezuela)
  -  Médaille d'argent au lancer du disque
- Jeux Panaméricains de 1987 à Indianapolis ( États-Unis)
  -  Médaille d'or au lancer du disque
- Jeux Panaméricains de 1995 à Mar del Plata ( Argentine)
  -  Médaille d'or au lancer du disque